# Heat (canção)
"Heat" é uma canção da cantora norte-americana Kelly Clarkson, gravada para o seu oitavo álbum de estúdio Meaning of Life. O seu lançamento ocorreu a 27 de julho de 2018, através da Atlantic Records, servindo como terceiro single do disco. Um tema de andamento acelerado cuja direção musical deriva do género soul, o seu conteúdo lírico trata sobre assumir um compromisso total numa relação amorosa.

## Faixas e formatos
| Streaming - Luke Solomon Remix |                                |         |  |
| N.º                            | Título                         | Duração |  |
| 1.                             | "Heat" (Luke Solomon Remix)    | 3:31    |  |
| 2.                             | "Heat" (Luke Solomon Fire Dub) | 5:11    |  |

## Créditos
Todo o processo de elaboração da canção atribui os seguintes créditos:
- Vocais – Kelly Clarkson;
- Vocais de apoio – Nicole Hurst, Bridget Sarai, Jessica Karpov;
- Produção – The Monarch, Mick Schultz;
- Produção vocal – Jesse Shatkin, Jessica Karpov, The Monarch;
- Engenharia de mistura – John Hanes;
- Engenharia de masterização – Chris Gehringer, Will Quinnell;
- Engenharia de áudio –  Iain Findlay, Jesse Shatkin, Mick Schultz, Todd Tidwell, Steve Churchyard;
- Guitarras – Eric Peterson;
- Baixo – Brian Schultz;
- Mistura – Serban Ghenea;
- Programmer – Mick Shultz, The Monarch.

## Desempenho comercial

### Posições nas tabelas musicais
| Tabela musical (2018)                      | Melhor posição |
| ------------------------------------------ | -------------- |
| Estados Unidos - Billboard Adult Pop Songs | 30             |